# نار تحت الرماد (كتاب)
كتاب نار تحت الرماد هو كتاب من تأليف الدكتور مصطفى محمود يتحدث فيه عن أهمية النظر إلي باطن الأمور وليس الظاهر منها بالشكليات والتلاعب بالكلمات سواء في الدين أو السياسة. أعطي الكثير من الأمثلة علي مر التاريخ برجال رفعت شعارات دينية أو سياسية أو اجتماعية بينما انحدرت بمن تبعهم بتمسكهم بالهتاف وأسر العقول بينما افعالهم تناقضت تماماً الي فعل كل دنئ .

## مقتطفات من الكتاب
- “الدين لا يمكن غرسه بالإكراه، و الفضائل لا تولد عنوة”
- “إن الفن الراقي يقيم معبدًا للجمال في القلب”
- “الإحساس الدينى لا يبرح الإنسان حتى في ذروة انحلاله”
- “لابد من تقديم الدين في روحه وجوهريته وليس في شكلياته .. الدين كتوحيد وخلق ومسئولية وعمل بالدرجة الأولى، الدين كحب ووعي كوني وعلم وتقديس للخير والجمال.”
- “و متى خرجت الكلمة من الفم فلا سبيل إلى استردادها . إنها تخرج كالطلقة و لا تعود.”
- “تلك الخدعة كانت الخميرة التي خرج منها الجبابرة والطغاة وسفاحوا الشعوب  أمثال: نيرون، هتلر، ستالين، فرانكو، سالازار، موسوليني ومونجسنتو. كل منهم تصور نفسه المحرر والمُخلّص واليد الخضراء، وانخدع في نفسه حينما استجابت له الظروف وانقادت البيئة وأسلمت الجماهير، فرأى نفسه ينجز ويبني ويعمر ويقيم المشاريع من عدم ويغير الخريطة الجغرافية ويبدل الخريطة التاريخية”
- “والله حبه الأول والوحيد الذي أضاعه في الزحام حينما نزل إلى عالم الشتات ومضى يتلفت تتخطفه أضواء الفترينات وتشده الفتن من ذراعيه وتهوى به أطماعه إلى الحضيض وتكبه الشهوات على وجهه حيوانا يلهث”
- “و لكن ما زال بين الشوق و الهمة للتغيير مسافة كبيرة.”

## وصلات خارجية
- فيديو حلقات الدكتور مصطفى محمود.
- مدونة الدكتور مصطفى محمود.
- "كان نائماً في سكينة تامة لم يستيقظ منها": ابنة مصطفى محمود لـ"العربية.نت": العالم الكبير رحل في هدوء،  العربية نت،  31 أكتوبر 2009.
- صفحة مصطفى محمود على موقع أبجد
- صفحة اقتباسات مصطفى محمود على موقع أبجد
- صفحة باسم الدكتور رائعة على الفيس بوك
- الفيلم الوثائقي العالم والايمان على اليوتيوب
- محمود تحميل كتب الدكتور مصطفى محمود كاملة pdf